# Essertines-sur-Rolle
Essertines-sur-Rolle (toponimo francese) è un comune svizzero di 695 abitanti del Canton Vaud, nel distretto di Nyon.

## Storia

### Simboli
Nel 1925 il comune adottò lo stemma dove i tre anelli intrecciati simboleggiano l'unione di Essertines, Châtel e Bugnaux. La crocetta di Sant'Andrea (in francese flanchis) è un omaggio al santo patrono della chiesa.

## Monumenti e luoghi d'interesse
- Chiesa riformata di Sant'Andrea, eretta nel IX secolo e ricostruita nel 1692 e nel 1907[1].

## Società

### Evoluzione demografica
L'evoluzione demografica è riportata nella seguente tabella:
Abitanti censiti

## Amministrazione
Ogni famiglia originaria del luogo fa parte del cosiddetto comune patriziale e ha la responsabilità della manutenzione di ogni bene ricadente all'interno dei confini del comune.